# Lachlan Wales
Lachlan Wales, né le 19 octobre 1997 à Terrigal en Australie, est un footballeur australien qui évolue actuellement au poste d'ailier gauche.

## Biographie

### Central Coast Mariners
Né à Terrigal en Australie, Lachlan Wales est formé par le club de Central Coast Mariners, qu'il rejoint en 2014. Le 14 avril 2017 Wales joue son premier match en professionnel face à Melbourne Victory, lors de la dernière journée de la saison 2016-2017 de A-League. Son équipe perd cependant la partie (1-0). Il fait plusieurs apparitions la saison suivante, où il prend part à 10 matchs.

### Melbourne City
Le 25 juin 2018, Lachlan Wales s'engage en faveur de Melbourne City. Il joue son premier match sous ses nouvelles couleurs le 25 juin 2018, à l'occasion d'une rencontre de FFA Cup contre le Brisbane Roar. Titularisé au poste d'ailier droit ce jour-là, son équipe s'impose dans les prolongations (0-1). Le 2 décembre 2018 il inscrit son premier but en professionnel, et donc pour le Melbourne City, lors de la victoire de son équipe contre Newcastle Jets sur le score de trois buts à zéro.

### Western United
Le 2 octobre 2020, Lachlan Wales s'engage en faveur de Western United,. 
Wales joue son premier match pour le Western United le 28 décembre 2020, lors d'une rencontre de championnat contre Adélaïde United. Il est titularisé et les deux équipes se neutralisent ce jour-là (0-0).
Le 16 avril 2022, Wales se fait remarquer en réalisant un triplé lors d'une rencontre de championnat face à Perth Glory. Titulaire, il permet avec ses trois buts à son équipe de l'emporter par six buts à zéro,.

### En sélection
Lachlan Wales représente l'équipe d'Australie olympique, sélection avec laquelle il participe aux Jeux olympiques d'été de 2020 ayant lieu en 2021. Il joue les trois matchs de son équipe en tant que titulaire, et marque un but lors de la seule victoire des Australiens durant la compétition, le 22 juillet 2021 contre l'Argentine (0-2 score final).